# USS Gambier Bay (CVE-73)
El USS Gambier Bay (CVE-73) fue un portaaviones auxiliar de la Armada de los Estados Unidos durante la Segunda Guerra Mundial. Fue hundido el 25 de octubre de 1944 por el acorazado Yamato en la batalla de Samar. Fue el único portaaviones estadounidense hundido por disparos de superficie enemigos durante la Segunda Guerra Mundial (y uno de los dos de esa manera en ese conflicto, el otro fue el HMS Glorious) y el único buque enemigo que hundió el acorazado japonés Yamato en toda su vida operativa.

## Primeros días

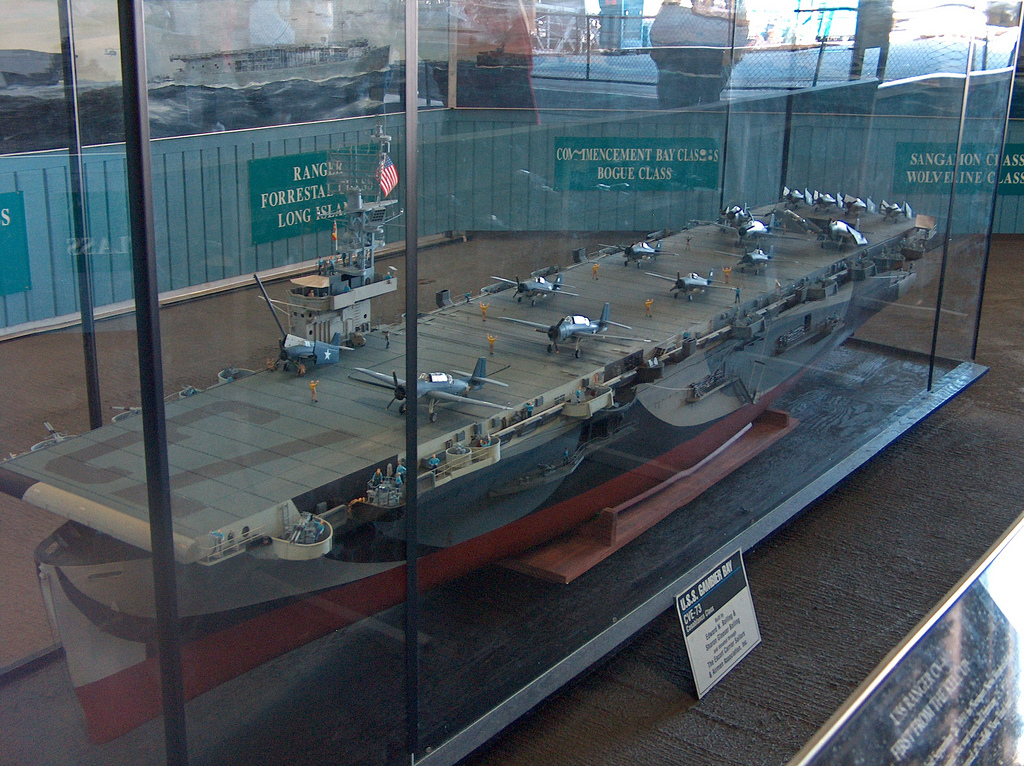
Maqueta del Gambier Bay.

El buque fue botado el 22 de noviembre de 1943 y entró en servicio un mes más tarde. El 4 de enero de 1944, zarpó de San Diego con rumbo a Pearl Harbor, donde embarcó a 400 soldados hacia las Islas Marshall junto con el USS Enterprise y en febrero volvió a San Diego vía Pearl Harbor.
Cuatro meses después, volvió a salir de Pearl Harbor con rumbo a Saipán transportando tropas, camiones, lanchas de desembarco y municiones. El 14 de junio el Gambier Bay desplegó su aviación contra la guarnición de Saipán. Siguió participando en la campaña de las Marianas y Guam.
El 10 de julio el Gambier Bay partió a Eniwetok en donde se rearmó para salir a las Islas del Almirantazgo.

## Batalla del Golfo de Leyte
El Gambier Bay salió de Friessland el 15 de octubre de 1944 para participar en la invasión de Leyte. Después de recibir instrucciones de proporcionar cobertura aérea durante el bombardeo y desembarco de personal a bordo de los transportes anfibios, llegó a las costas de Samar el día 22 .
A las 5:44 de la mañana del 25 de octubre la flota de Kurita llegó indetectada al mar de Samar y avistó a la flotilla de portaviones americanos. A las 5:58 la batalla de Samar comenzó con el fuego japonés a 20 millas de distancia.
Cuando la comandancia de la Taffy 3 supo que se acercaba desde el Estrecho de San Bernardino una poderosa fuerza japonesa compuesta de cruceros, acorazados y destructores, supuso que Halsey iba a emplear su poderosa flota de acorazados para ayudar a combatir a la poderosa flota de Kurita, sin saber que en realidad Halsey había caído en el cebo japonés para al distraer a las fuerzas americanas con la flota de Ozawa, que se encontraba navegando al norte de Luzón: el pequeño grupo de Taffy 3 -compuesto únicamente de 6 portaaviones de escolta, 3 destructores y 4 destructores de escolta- estaba desamparado frente a la poderosa Fuerza Central de Kurita y tuvo que defenderse con los medios que tenía.
Pronto el Gambier Bay llevaba sus Avengers, Wildcats, Hellcats y Helldivers contra la Flota Central; sin embargo sus aviones estaban armados únicamente con munición de ametralladora, cargas de profundidad y granadas antipersona, armas que eran inútiles contra la flota de Kurita.

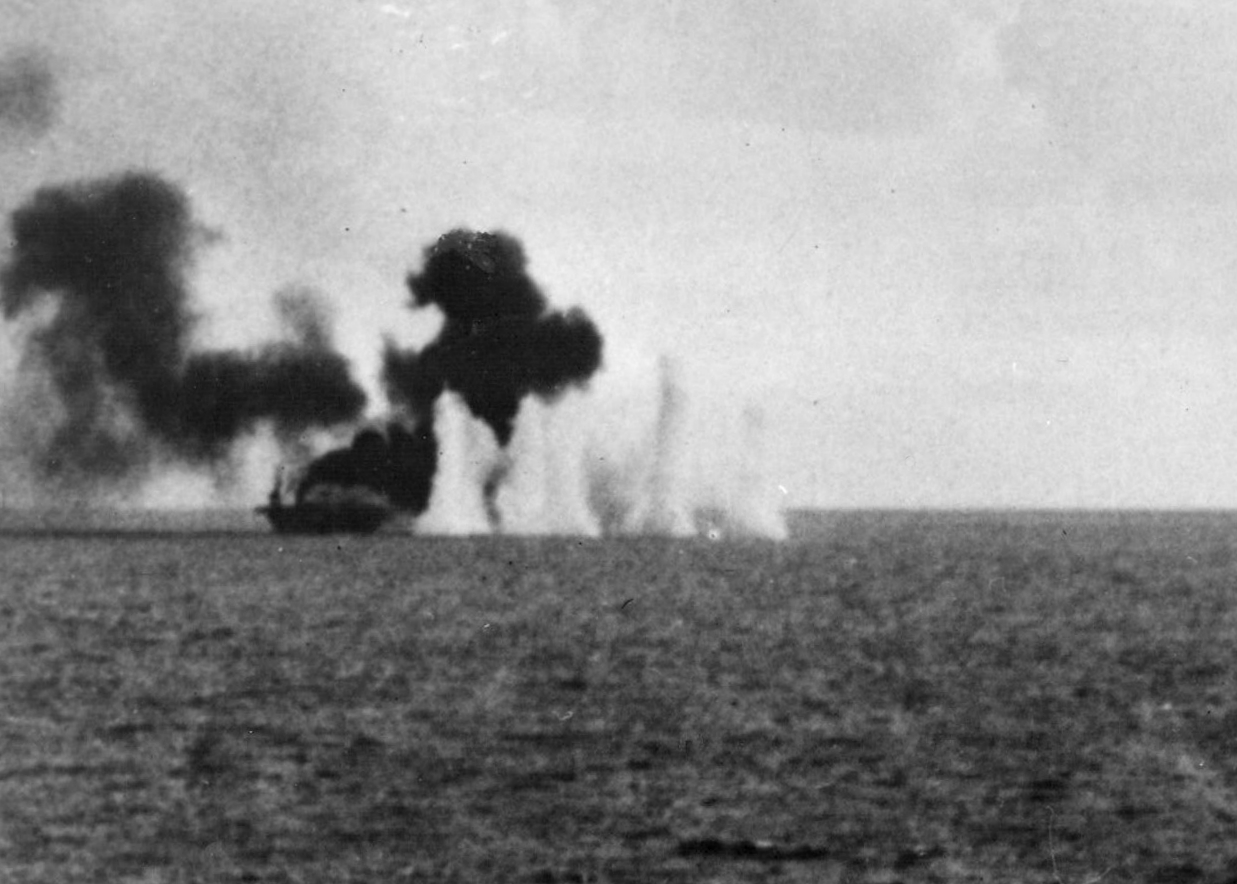
El USS Gambier Bay ahorquillado por los enormes proyectiles del Yamato

A las 8 de la mañana, el Gambier Bay  fue alcanzado por la vanguardia japonesa y estaba bajo el ataque de los cruceros Tone y Chikuma quienes usaban munición perforante, sin poder despegar sus aviones debido a que estos se estaban rearmando y reequipando, y recibió 4 impactos en pleno centro que aunque no hicieron explotar los aviones ni sus armas si causaron un incendio grave en la cubierta y mataron a varios hombres. 
En ese momento, 2 destructores estadounidenses se acercaron contra los cruceros japoneses y les obligaron a retirarse momentáneamente, pero justo en ese momento apareció en el horizonte el Yamato, que disparó al Gambier una salva de 460 mm de munición explosiva antiblindaje que penetró en la cubierta de vuelo y explotó en el hangar, inflamando el combustible de aviación y haciendo explotar las municiones almacenadas: la explosión hizo un agujero de unos 25 x 38 metros en la cubierta de vuelo, muriendo unas 42 personas más. A pesar de tener un daño grave, el Gambier Bay siguió  navegando a toda máquina para de este modo darle tiempo al resto de los portaaviones para dispersarse y para obligar al Yamato a dispersar su cañoneo, y , a pesar de que no podía desplegar a sus aviones, respondió valerosamente utilizando sus baterías AA de 40 y 20 milímetros, que era el único armamento fijo que tenía. 
Por su parte el acorazado japonés ya no podía disparar la batería principal debido a que el Gambier Bay estaba demasiado cerca, pero pronto comenzó a rozarle al portaaviones a una distancia de apenas 3 millas para de este modo obligarle a retirarse; el Gambier Bay se alejó a una distancia de unas 6 millas para de este modo forzar al barco enemigo a realizar maniobras defensivas. Kurita decidió hundir al Gambier Bay; a las 9:04 de la mañana el Yamato disparó un proyectil antiblindaje san-shiki de 460 milímetros que penetró la cubierta y explotó el hangar de los Avengers, causando un incendio grave. A las 9:05 de la mañana, una fuerte explosión causada por la detonación de los aviones aparcados -tanto en la cubierta como en los hangares- y las bombas y torpedos que transportaban sacudió al Gambier Bay y el barco quedó desmantelado y separado de la línea de flotación, el capitán dio la orden de abandonar el barco. A las 9:06, una explosión causada por la acumulación del gas de combustible en los hangares abrió un boquete de 68 metros en el casco del Gambier Bay y un minuto después el barco se había hundido. De los 854 tripulantes que había a bordo, 72 murieron y los demás fueron rescatados por destructores estadounidenses.